# Marpissa rubriceps
Marpissa rubriceps är en spindelart som beskrevs av Cândido Firmino de Mello-Leitão 1922. 
Marpissa rubriceps ingår i släktet Marpissa och familjen hoppspindlar. Inga underarter finns listade i Catalogue of Life.